# AFCホーンチャーチ
アソシエーション・フットボール・クラブ・ホーンチャーチ（Association Football Club Hornchurch）はイングランド、ロンドン東部、ホーンチャーチを本拠地とするサッカークラブチームである。2021-2022シーズンはイスミアンリーグ・プレミアディヴィジョン(7部相当）に所属。

## タイトル

### 国内タイトル
- イスミアンリーグ・ディヴィジョン1（ノース）:1回

2006-2007
- エセックス・シニアリーグ:1回

2005-2006
- エセックス・シニアリーグ・チャレンジカップ:1回

2006
- ゴードン・ブラステッド・トロフィー:1回

2006
- エセックス・シニアカップ:1回

2007
・FAトロフィー:1回
2020-21

### 国際タイトル
- なし